# J. M. Dent
Pour les articles homonymes, voir Dent.
Joseph Malaby Dent dit J. M. Dent, né le 30 août 1849 à Darlington et mort le 9 mai 1926 à Croydon, est un éditeur britannique, fondateur de la société J. M. Dent & Co. et de nombreuses collections littéraires dont l'Everyman's Library.

## Biographie

### Début de carrière
Dent est né à Darlington dans le nord-est de l'Angleterre, au 3 Archer Street, dixième enfant d'Isabella Railton et de George Dent (1810-1878), lequel était un peintre-portraitiste, designer, et professeur de musique, originaire de Durham. Joseph Malaby est éduqué dans une école appliquant les préceptes de John Wesley, qu'il quitte à 13 ans, pour devenir apprenti en reliure chez un artisan-imprimeur de Londres, Hipkins, sur Bucklesbury Street. En 1870, toujours relieur, il épouse Hannah Wiggins, dont il aura trois enfants, nés avant 1881, à savoir George, Hugh et Harry. Il ouvre sa propre boutique de relieur en 1872, sur Hoxton (Hackney), avec l'aide de ses frères aînés. Après la mort de son père, puis de sa première épouse, il se marie avec Alexandra Campbell Main en 1889, dont il aura cinq autres enfants, dont Jack,.
Les livres furent la révélation du jeune autodidacte issu de la classe moyenne, son seul idéal, car ils ont, pensait-il, la capacité de transformer les humains en êtres bons et généreux : âgé de 15 ans, il donna une conférence dans sa vile natale sur James Boswell, et il devait s'en souvenir des années après quand il lança ses collections,.

### Dent & Co.

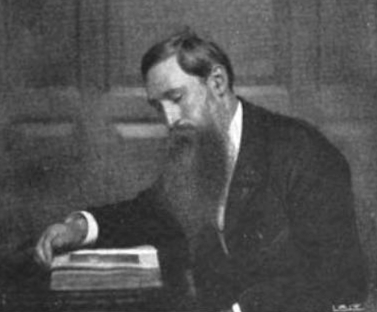
J. M. Dent, portraituré dans la revue d'art The Sketch, Vol. XXI, N° 268, 16 mars 1898, page 328.

En 1888, il fonde à Shoreditch (Londres) au 69 Great Eastern Street, lieu appelé « Temple House », situé dans un ancien temple anglican où il était installé depuis 1881, une maison d'édition, appelée J. M. Dent & Co. Un an plus tôt, sa boutique de relieur avait pris feu. C'est donc avec très peu de moyens qu'il commence à publier ses propres ouvrages. Il commence par éditer des ouvrages à tirage limité (650 exemplaires en moyenne), illustrés et très soignés, destinés aux bibliophiles. Il les fait imprimer à la presse sur du papier fait main. Le choix des auteurs se révèle bon puisqu'il commence à se faire connaître comme éditeur exigeant. Le premier livre publié est la réédition d'un texte de Charles Lamb de 1826, Essais d'Elia avec des eaux-fortes de Herbert Railton, un cousin par sa mère, et une préface d'Augustine Birrell, puis viennent les poèmes et les pièces de théâtre d'Oliver Goldsmith (1889), puis des textes de Jane Austen, Geoffrey Chaucer, Alfred Tennyson, Maria Edgeworth, Daniel Defoe, Henry Fielding, Samuel Johnson, William Butler Yeats, en un mélange de classiques et de modernes qu'il décline dans une collection appelée « Temple Library ». En 1894, Dent lance une deuxième collection, la « Temple Shakespeare » , soit 40 volumes en de poche à prix modéré édité par Israel Gollancz, couvrant l'œuvre de William Shakespeare, qui devient son premier grand succès. Vers 1896, Dent élargit cette collection à la littérature classique sous la marque « Temple Classics ». Pour l'impression, il se fournit auprès de Chiswick Press. Cette collection perdura jusqu'en 1955. 

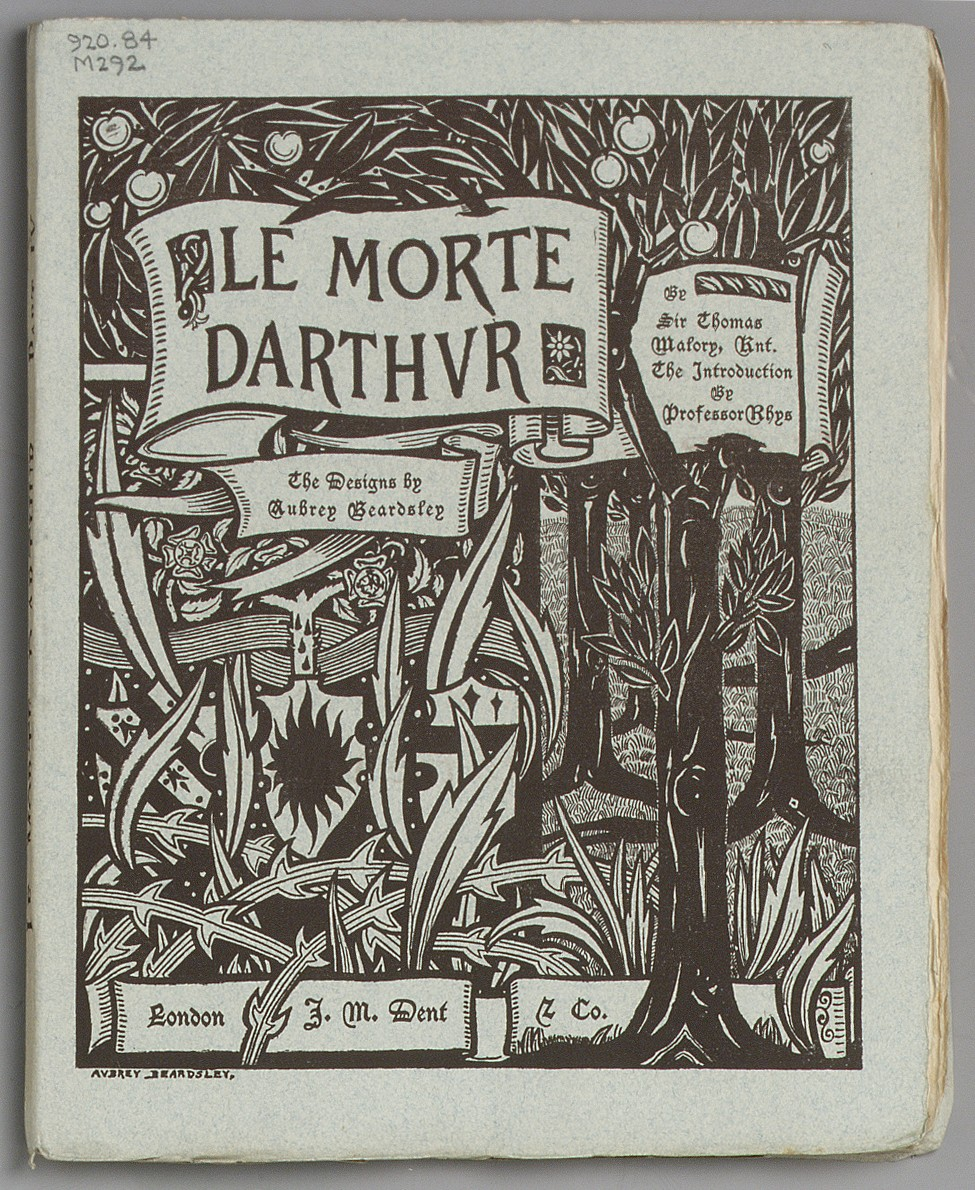
Couverture de Le Morte d'Arthur (1893) contenant 500 dessins de Beardsley.

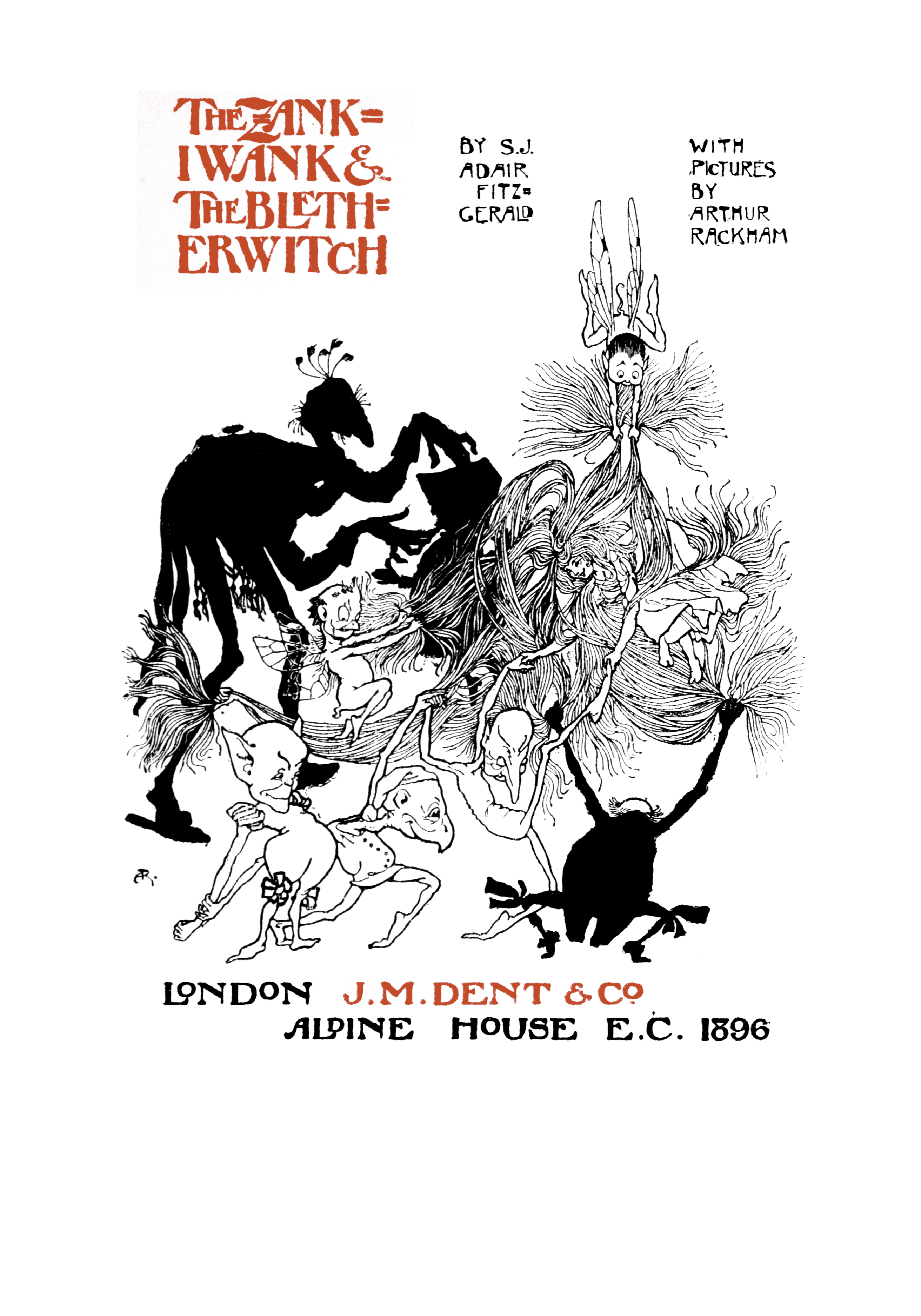
Couverture de The Zankiwank & the Bletherwitch (1896) illustrée par Arthur Rackam.

Il poursuit ses éditions à tirage limité, par exemple en 1893, il sort Le Morte d'Arthur illustré de dessins d'Aubrey Beardsley, l'un des plus beaux de cet artiste. D'autres artistes rejoindront la maison comme Walter Crane et Reginald Knowles. L'année suivante, Dent fonde une nouvelle collection, la « Aldine House », nommée en hommage aux Presses aldines, où se retrouvent des ouvrages curieux, des recueils de contes bizarres, et aussi des classiques peu connus. En 1896, dans cette même collection, il fait appel à l'illustrateur Arthur Rackham pour The Zankiwank & the Bletherwitch de Shafto Justin Adair Fitz-Gerald (1859-1925). En 1899, il accueille le marquis de Granby et George A. B. Dewar, qui fonde une collection, « The Haddon Hall Library », d'ouvrages de grand luxe, illustrés par Rackam : neuf titres y seront publiés jusqu'en 1903. Une autre découverte de Dent fut l'illustrateur Thomas Heath Robinson (en) (1869-1954).
En 1904, il fonde l'imprimerie-façonneur Temple Press à Letchworth, devenant ainsi indépendant en termes d'impression et de reliure. En 1906, sortent les premiers ouvrages de la collection Everyman's Library, vendus à 1 shilling pièce, qui le place désormais parmi les éditeurs populaires londoniens. Cette collection eut un énorme et rapide succès, elle comprenait 152 titres une année après son lancement, puis elle fut adaptée dans d'autres langues, et existe toujours. Elle fut initiée grâce à l'aide de son fils Hugh. En 1909, Dent et ses fils décident de changer la raison sociale de la maison, qui devient J. M. Dent & Sons, et déménage le siège en 1911 à Covent Garden. Il élargit son activité à la publication de livres pour enfants, et de guides touristiques. Il commercialise avec succès ses livres en Australie, au Canada, en France, en Nouvelle-Zélande, en Afrique du Sud et aux États-Unis, via des contrats de distribution. En 1913, Dent devient le principal éditeur de Joseph Conrad. Cependant, la Copyright Act 1911 (en) qui va augmenter le délai de protection du droit d'auteur de cinquante ans et l'arrivée de la Première Guerre mondiale qui fait exploser les coûts de production, mettent un frein à cette croissance. Durant cette guerre, Dent a la douleur de perdre deux de ses fils, Paxton et Austen, tués aux combats.

### Fin de vie
Après guerre, Dent dirige le conseil d'administration de sa maison jusqu'à sa mort en 1926, ayant pris sa retraite deux ans plus tôt. À cette date, la maison, qui affiche un chiffre d'affaires de 20 millions de livres sterling, est en fait dirigée par ses deux fils Hugh et Jack, et par le fils de ce dernier, F. J. Martin Dent, lequel est à la tête de la fabrication. Après la mort de Hugh R. Dent en 1938, le conseil est dirigé par le secrétaire général, W. G. Taylor, jusqu'en 1955, puis F. J. Martin Dent prend la présidence jusqu'en 1963. La maison est vendue en janvier 1988, à Weidenfeld & Nicolson. Les descendants du fondateur ont depuis fondé la Malaby Holding, et ont constitué divers pôles d'investissements dans les énergies renouvelables.